# Armenia na Zimowych Igrzyskach Paraolimpijskich 2006
Armenia na Zimowych Igrzyskach Paraolimpijskich 2006 w Turynie była reprezentowana przez dwoje zawodników, którzy nie zdobyli żadnego medalu. Był to trzeci występ tego państwa na zimowych igrzyskach paraolimpijskich (po startach w roku 1998 i 2002). 

## Wyniki

### Narciarstwo alpejskie
Mężczyźni
| Zawodnik        | Kategoria                | Wynik   | Pozycja | Źródło |
| --------------- | ------------------------ | ------- | ------- | ------ |
| Myher Awanesjan | slalom na stojąco        | DSQ     | DSQ     | [ 2 ]  |
| Myher Awanesjan | slalom gigant na stojąco | 2:23,70 | 48      | [ 3 ]  |

Kobiety
| Zawodnik        | Kategoria                 | Wynik   | Pozycja | Źródło |
| --------------- | ------------------------- | ------- | ------- | ------ |
| Greta Wardanjan | slalom gigant na siedząco | 3:43,29 | 11      | [ 4 ]  |